# Timo Hildebrand
Timo Hildebrand (Worms, 5 de abril de 1979) é um ex-futebolista alemão que atuava como goleiro.

## Carreira

### Stuttgart
Começou sua trajetória profissional em 1999, após ficar por cinco anos nas categorias de base do Stuttgart. Assumiu a titularidade da equipe a partir da temporada 2000–01, sendo peça-chave para boas campanhas dos Die Roten, como no vice-campeonato da Bundesliga na temporada 2002–03 e na campanha da Liga dos Campeões da UEFA de 2003–04, onde o time foi eliminado pelo Chelsea nas oitavas de final. No mesmo ano, Timo obteve o recorde que perdura até hoje na Bundesliga por manter a baliza inviolável por 885 minutos consecutivos, e só tomando gol no início da temporada 2004–05.
Ao lado do centroavante Mario Gómez, do volante Sami Khedira e do zagueiro Serdar Taşçı, nomes também revelados nas categorias de base do clube, Hidelbrand foi um dos grandes destaques do título da Bundesliga de 2006–07.

### Valencia
Em julho de 2007, após o término do seu contrato com o Stuttgart, o alemão foi contratado pelo Valencia. No entanto, ele rescindiu com o clube em dezembro de 2008, após o treinador Unai Emery preteri-lo e escolher o goleiro brasileiro Renan como titular da equipe.

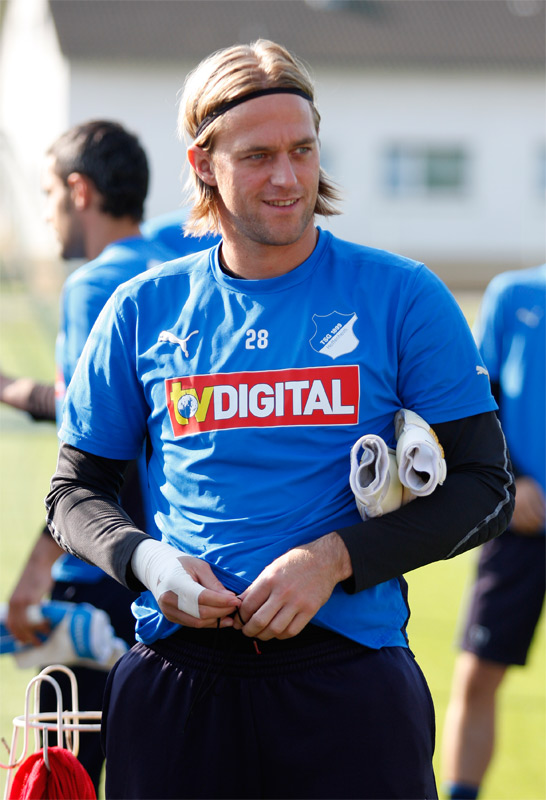
Hildebrand em 2009, durante um treino pelo Hoffenheim

### Hoffenheim
Foi contratado pelo Hoffenheim no dia 10 de dezembro de 2008, chegando para ser titular na equipe. Disputou 38 jogos pelo clube e seu contrato previa a renovação automática caso ele jogasse 41 jogos, o que não aconteceu devido a uma lesão.

### Sporting
Em 2010, aos 31 anos, foi contratado pelo Sporting, assinando por duas temporadas. Acabou saindo no fim da temporada, após jogar apenas três partidas.

### Schalke 04
Hidelbrand foi contratado em outubro de 2011 pelo Schalke 04, após o goleiro titular da equipe, Ralf Fährmann, romper o ligamento cruzado do joelho esquerdo. Deixou a equipe após o término do contrato, em 2014.

### Eintracht Frankfurt
No dia 25 de setembro de 2014, assinou com Eintracht Frankfurt por uma temporada, com opção de renovação por mais uma, o que não aconteceu.
Ao final do contrato, em março de 2016, acabou anunciando sua aposentadoria.

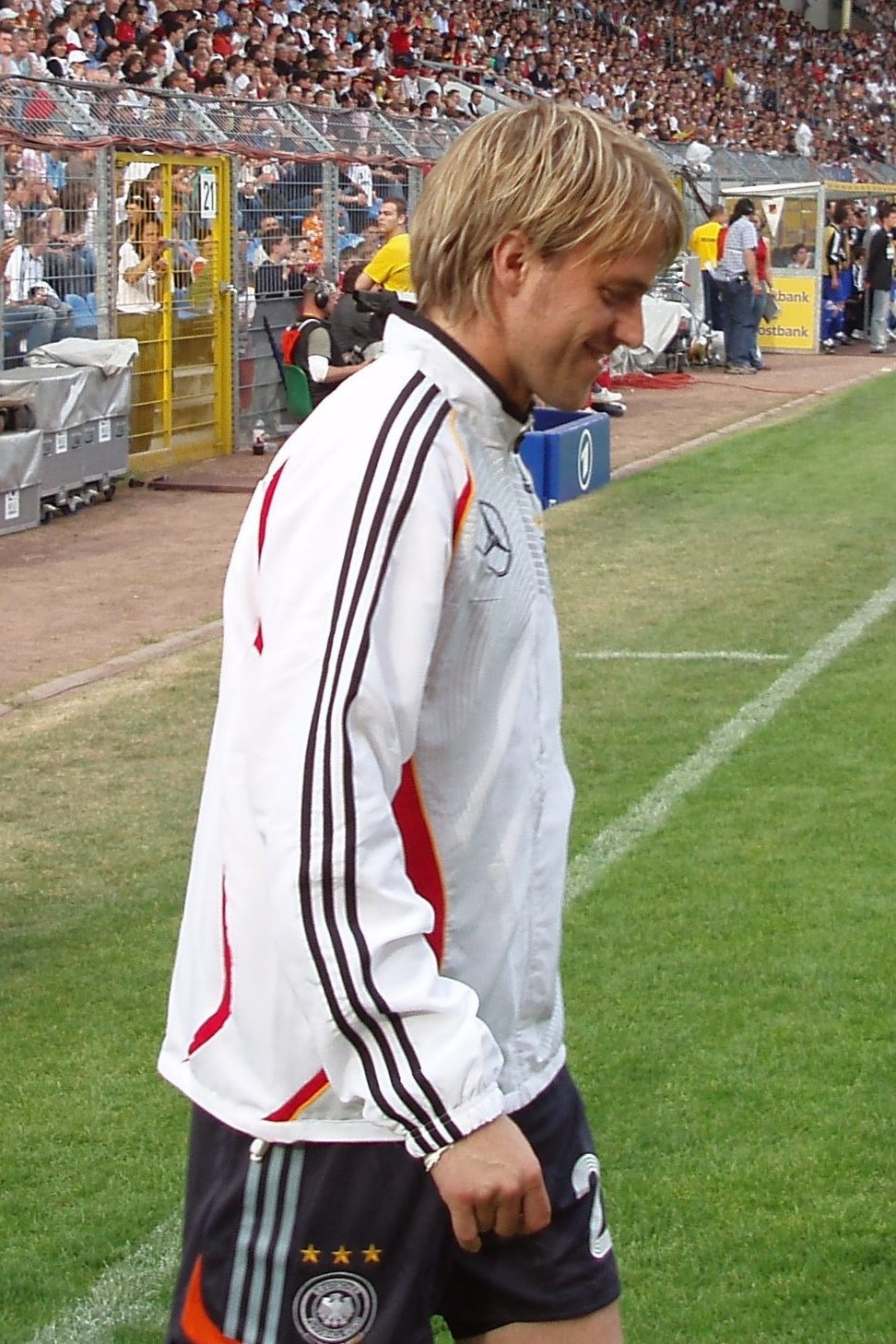
Hildebrand pela Alemanha em 2006

## Seleção Nacional
Após atuar em 18 partidas pela Alemanha Sub-21, Hildebrand estreou pela Seleção Alemã principal no dia 28 de abril de 2004, em Bucareste, num amistoso contra a Romênia. Ele entrou no intervalo, no lugar do experiente Oliver Kahn, e os alemães venceram os romenos por 5 a 1.
Timo foi convocado para a Euro 2004, em Portugal, mas não chegou a entrar em campo. O goleiro ainda foi chamado para a Copa das Confederações FIFA de 2005, onde atuou no empate em 2 a 2 contra a Argentina, pela fase de grupos, e um ano depois esteve na lista dos 23 alemães convocados para a Copa do Mundo FIFA de 2006. Na competição realizada em casa, em que a Alemanha terminou no terceiro lugar, Hildebrand foi o terceiro goleiro da Nationalelf, na reserva de Jens Lehmann e Oliver Kahn.
Após a aposentadoria de Kahn da Seleção Alemã em 2006, Hildebrand tornou-se o goleiro "número dois" da Alemanha e foi o reserva imediato de Lehmann durante as Eliminatórias para Eurocopa 2008. No entanto, surpreendeu a decisão do treinador Joachim Löw de optar por Robert Enke e René Adler para que fossem os reservas de Lehmann na Euro. Embora Löw tenha declarado que Hildebrand era um jogador importante e que poderia retornar ao time nos próximos anos, o goleiro não voltou a defender as cores da Seleção Alemã.

## Títulos
Stuttgart
- Copa Intertoto da UEFA: 2000 e 2002
- Bundesliga: 2006–07

Valencia
- Copa do Rei: 2007–08